# Église Notre-Dame-de-l'Assomption de Paris
Pour les articles homonymes, voir Notre-Dame-de-l'Assomption.
L'église Notre-Dame-de-l'Assomption est un lieu de culte catholique polonais située place Maurice-Barrès, à l'angle de la rue Saint-Honoré et de la rue Cambon dans le 1er arrondissement de Paris. Construite entre 1670 et 1676, l'église dépend du couvent Notre-Dame-de-l'Assomption fondé en 1622. Désaffectée sous la Révolution, elle rouvre au culte en 1802 en tant qu'église de la paroisse de la Madeleine. Désaffectée en tant qu'église paroissiale, elle est attribuée par l'archevêque de Paris Denys Affre à la Mission catholique polonaise en 1844.

## Historique

### Le couvent des Dames de l'Assomption
Le cardinal de la Rochefoucauld entend réformer la congrégation des Haudriettes, établie dans l'ancienne rue des Haudriettes (à l'emplacement de l'actuel hôtel de ville de Paris). Il décide de transférer leur établissement dans une maison située rue Saint-Honoré à côté de la porte Saint-Honoré qu'il avait vendue aux Jésuites en 1605. Le 3 février 1623, les Jésuites revendent officiellement la maison aux Haudriettes qui y étaient en réalité installées depuis six mois déjà. La congrégation, à laquelle on donne le nom de Dames de l'Assomption après l'abolition des Haudriettes, transforme la maison en couvent. 
Les Dames de l'Assomption ne disposent à l'origine que d'une chapelle modeste. Elles font l'acquisition d'un hôtel particulier voisin appartenant au sieur Desnoyers et font appel à l'architecte Charles Errard pour construire une nouvelle église,. Ce dernier séjourne alors à Rome et, féru d'italianisme, son projet s'inspire de l'Antiquité, de la Renaissance avec, cependant, une note personnelle. Ses obligations romaines l'empêcheront de veiller à l'exécution de l'édifice, dont la charge sera assurée par M. Chéret, maître entrepreneur. À la suite des critiques soulevées par sa construction, Charles Errard accusera ce dernier d'avoir modifié ses plans[réf. nécessaire]. Les travaux, commencés en 1670, sont achevés en 1676. Le 14 août de cette année, la veille de l'Assomption, l'église est bénite par Michel Poncet de La Rivière, archevêque de Bourges, qui, le lendemain, y célèbre une messe pontificale. 
C'est dans le couvent des Dames de l'Assomption, situé au 263, rue Saint-Honoré que se retiraient certaines dames de la cour sous l'Ancien Régime.

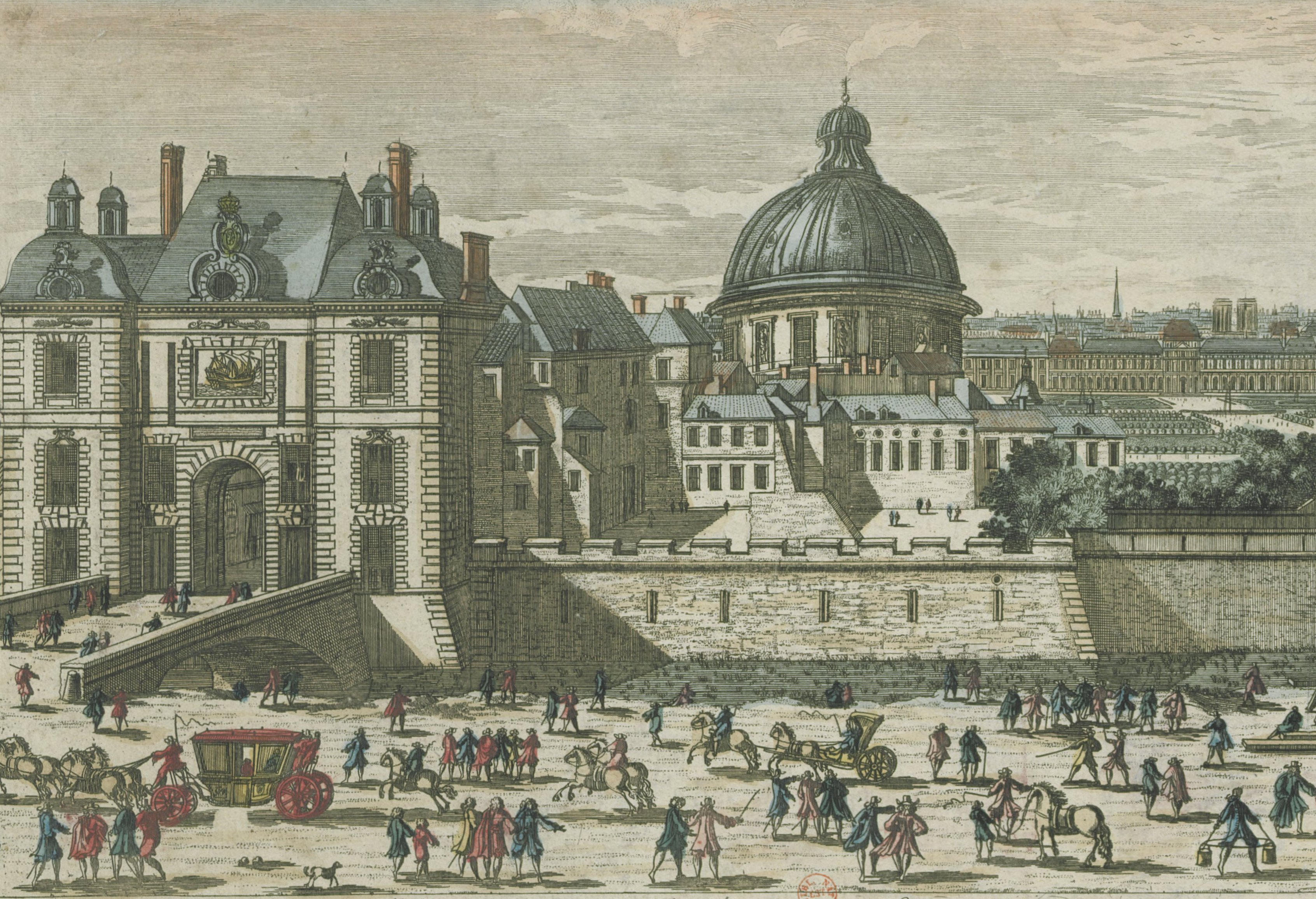
La porte Saint-Honoré et en arrière-plan le couvent vers 1650.
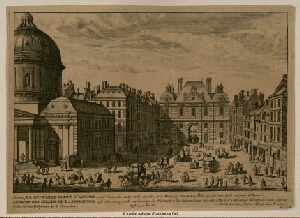
Le couvent et l'arrière de la porte Saint-Honoré vers 1650.
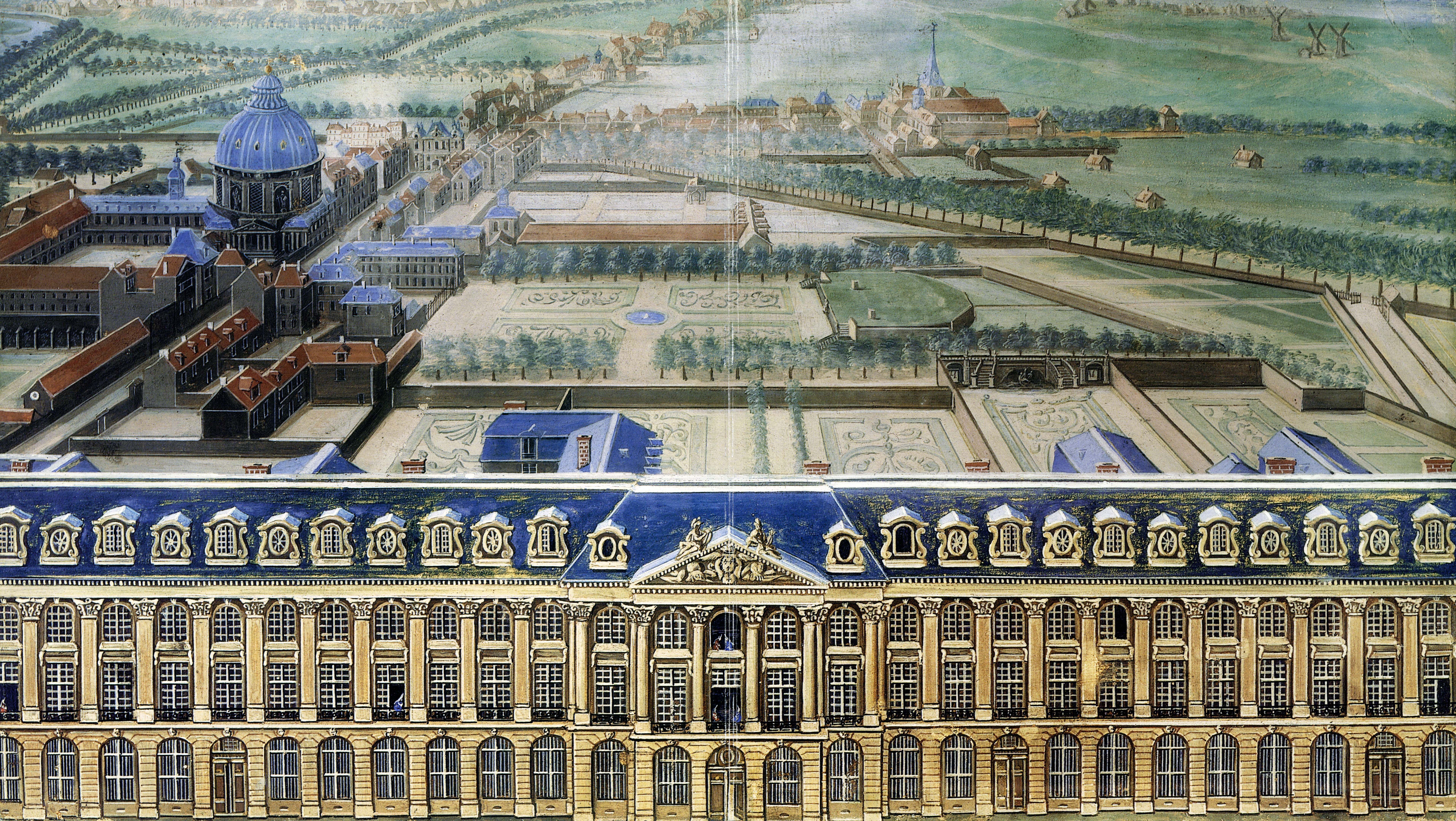
Le couvent, en haut à gauche, sur une peinture de 1705.

### Après la désacralisation du couvent

#### Les bâtiments conventuels: de la caserne à la Cour des comptes
En 1790, le couvent est supprimé et devient un bien national.
En 1793, les bâtiments conventuels sont transformés en caserne pour les Cent-Suisses[réf. nécessaire].
Un arrêté du 1er floréal an X (21 avril 1802) ordonne que l'ensemble des terrains occupés par les Feuillants, les Capucins et les Dames de l'Assomption soient mis en vente. À l'emplacement de l'Assomption sont percées l'actuelle rue de Rivoli, la rue-Neuve Luxembourg (actuelle rue Cambon), la rue de Mondovi et la rue du Mont-Thabor.

La caserne de l'Assomption sur l'Atlas de Jacoubet (1836).

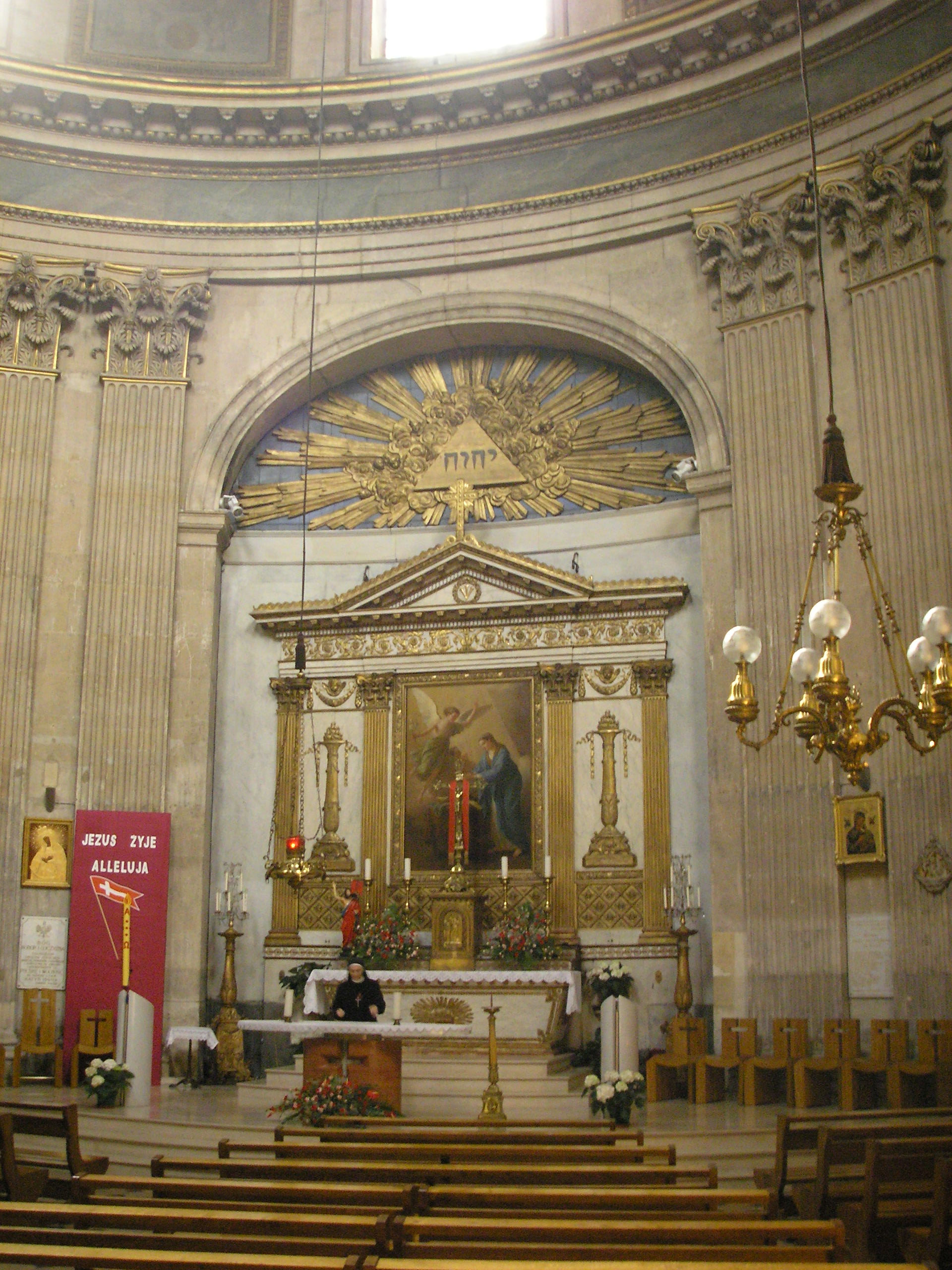
L'intérieur de la rotonde avec l'autel.

Des anciens bâtiments conventuels subsistent l'aile ouest, et une grande partie de l'aile sud,,. Une caserne, dite Saint-Honoré ou, plus couramment, de l'Assomption, y est aménagée. Elle est affectée, sous la Restauration, à la garde à pied, puis à un bataillon de la ligne. Lors de la révolution de 1848, quatre-vingts insurgés interpellés sont enfermés dans la caserne avant leur interrogatoire au palais des Tuileries.
Un décret du 26 février 1859 affecte les bâtiments aux ministère des Finances. Le service des impressions à l'usage des administrations financières s'y installe fin 1859. Après divers travaux d'agrandissement, sont également installés sur ce site : le double du Grand-livre de la dette publique, un entrepôt des tabacs et le laboratoire central des contributions indirectes (laboratoire de chimie pour l'analyse des sucres).
L'école de l'Assomption est construite pour accueillir les jeunes garçons dans la cour de la caserne et une partie du parvis est utilisée comme cour. 
En 1865, il est proposé de construire la poste centrale à l'emplacement de la caserne. Mais la poste centrale est finalement construite rue du Louvre.
En 1874, il est proposé, sans suite, d'affecter l'ancienne caserne à l'Académie de médecine.
En 1895, le député Georges Berger propose à nouveau de raser l'ancienne caserne. Décision est prise en 1897 de construire à l'emplacement de l'école et des bâtiments des finances un nouveau bâtiment pour abriter la Cour des comptes, accueillie provisoirement au Palais-Royal après la destruction du palais d'Orsay. Constant Moyaux puis Paul Guadet construisent le palais Cambon entre 1898 et 1910. La Cour des comptes y déménage en 1912.
En 1924, le parvis de l'église, qui était jusque là un espace clos, est transformé pour former l'actuelle place Maurice-Barrès.

#### L'église: de la paroisse de la Madeleine à la Mission polonaise

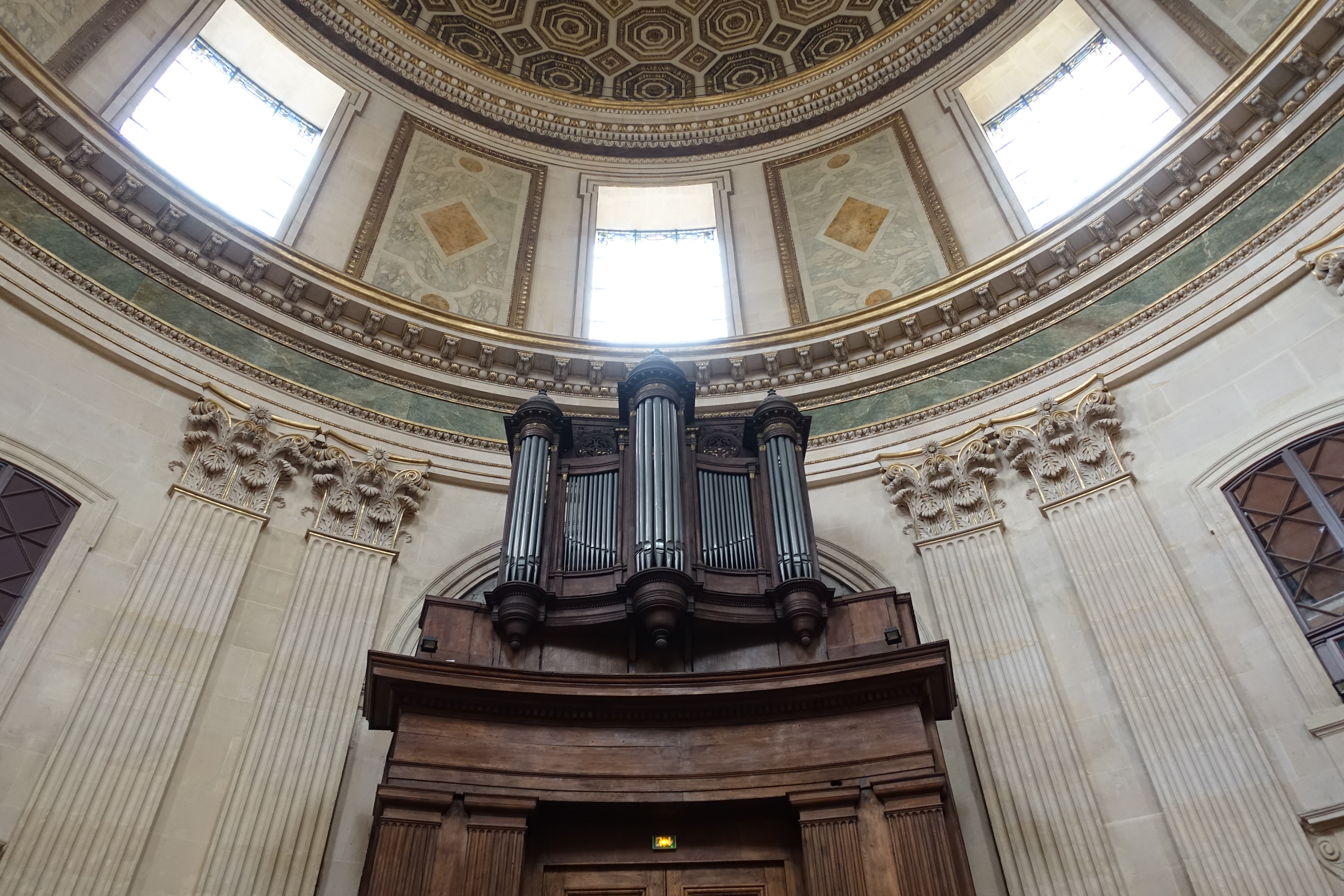
L'intérieur avec l'orgue.

Contrairement au reste du couvent, l'église est conservée. Pendant la Révolution française, elle sert de magasin de décors. 
Napoléon Bonaparte, qui avait placé son patron Saint-Napoléon à la date du 15 août, jour de la fête de l’Assomption, décide que l'église devienne celle de la paroisse du 1er arrondissement en remplacement de l'ancienne église de la Madeleine de la Ville l'Évêque. Elle reçut officiellement cette dénomination le 29 vendémiaire an XII (22 octobre 1803), mais l'usage a continué de faire prévaloir le nom de l'Assomption. 
Après la fin des travaux dans l'actuelle église de la Madeleine dans les années 1840, le culte est transféré par la loi du 20 mars 1842 dans cette église,. L'église continue toutefois à servir pour enseigner le catéchisme aux enfants de la paroisse de la Madeleine.
En 1844, Mgr Denys Affre, alors archevêque de Paris, confie l'église Notre-Dame de l'Assomption à la Mission catholique polonaise de Paris. Les pères résurrectionistes sont chargés de l'aumônerie polonaise jusqu'en 1903.
L'église est érigée en paroisse succursale par décret impérial du 22 janvier 1856, mais ce décret n'est pas mis en exécution.
L'église est classée au titre des monuments historiques en 1907.
Dans l'entre-deux-guerres, la communauté polonaise de Paris croît énormément et la Mission avec elle. Des prêtres polonais sont envoyés pour desservir l'église.

## Architecture

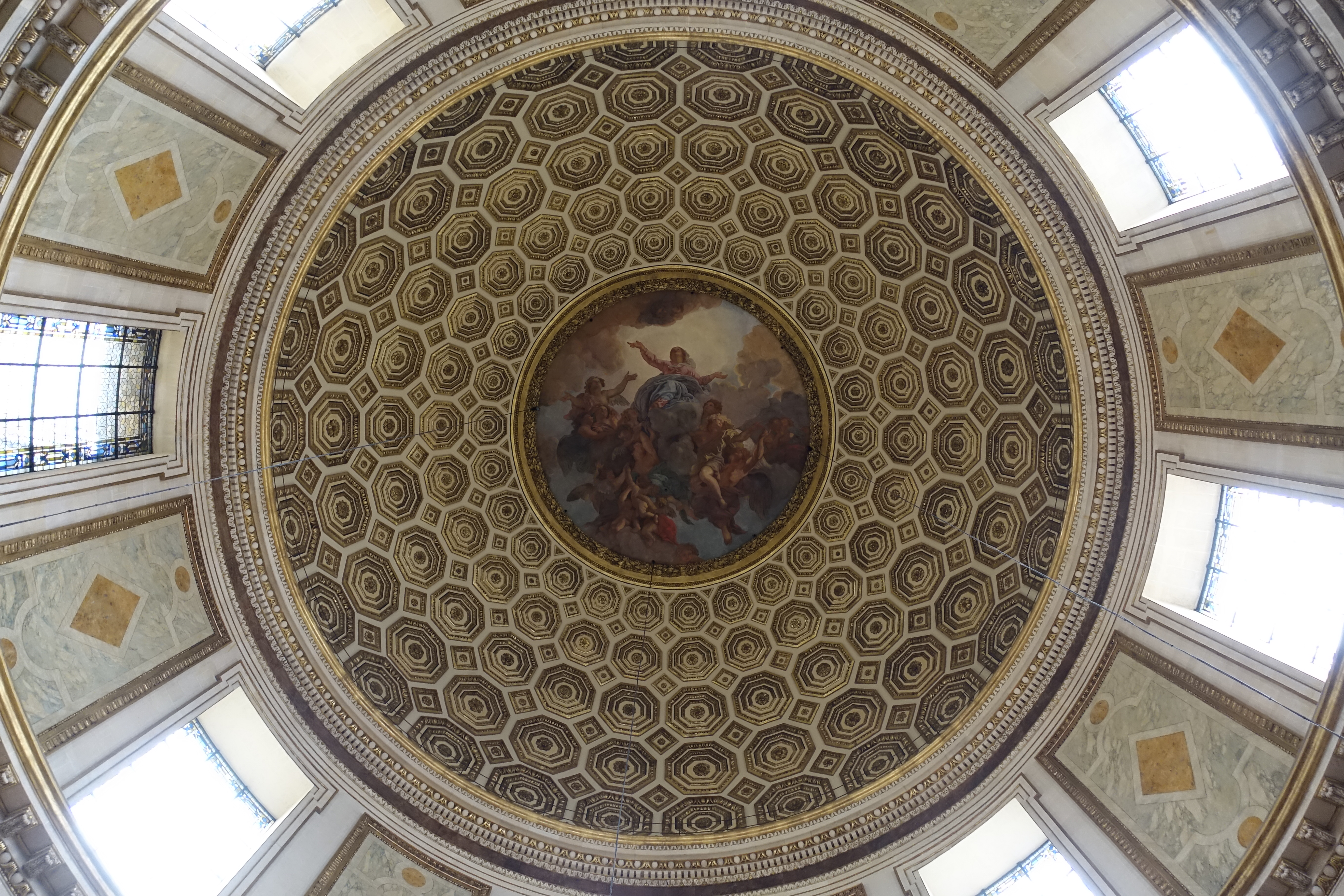
La coupole avec la fresque l'Assomption de Charles de La Fosse.

La façade comprend un péristyle à six colonnes corinthiennes surmonté d'un fronton triangulaire. Elle a une certaine ressemblance avec la façade nord de la Sorbonne, dont la construction est antérieure. Avec son plan centré, l'église est une rotonde de 24 m de diamètre, avec de simples pilastres dans sa partie inférieure. Elle est surmontée d'une coupole, percée de huit baies avec, en alternance, des niches à statue. Sa façade est ornée du buste du pape Jean-Paul II.
Un restaurant polonais appartenant à la Mission catholique polonaise est ouvert dans la crypte de l'église.

### Œuvres d'art et mobilier
- L'Assomption par Charles de La Fosse, 1676, peinture murale de la coupole. Cette œuvre fut jugé inférieure à ses précédents ouvrages[réf. nécessaire].
- La Naissance de la Vierge, 1779, huile sur toile par Joseph-Benoît Suvée.
- L'Adoration des bergers, 1648, huile sur toile par Dingeman van der Hagen.
- L'Annonciation, huile sur toile par Joseph-Marie Vien.
- L’Adoration des mages, huile sur toile par Carle Van Loo[19].
- Chemin de croix.
- Maître-autel.
- Autel de la Vierge.

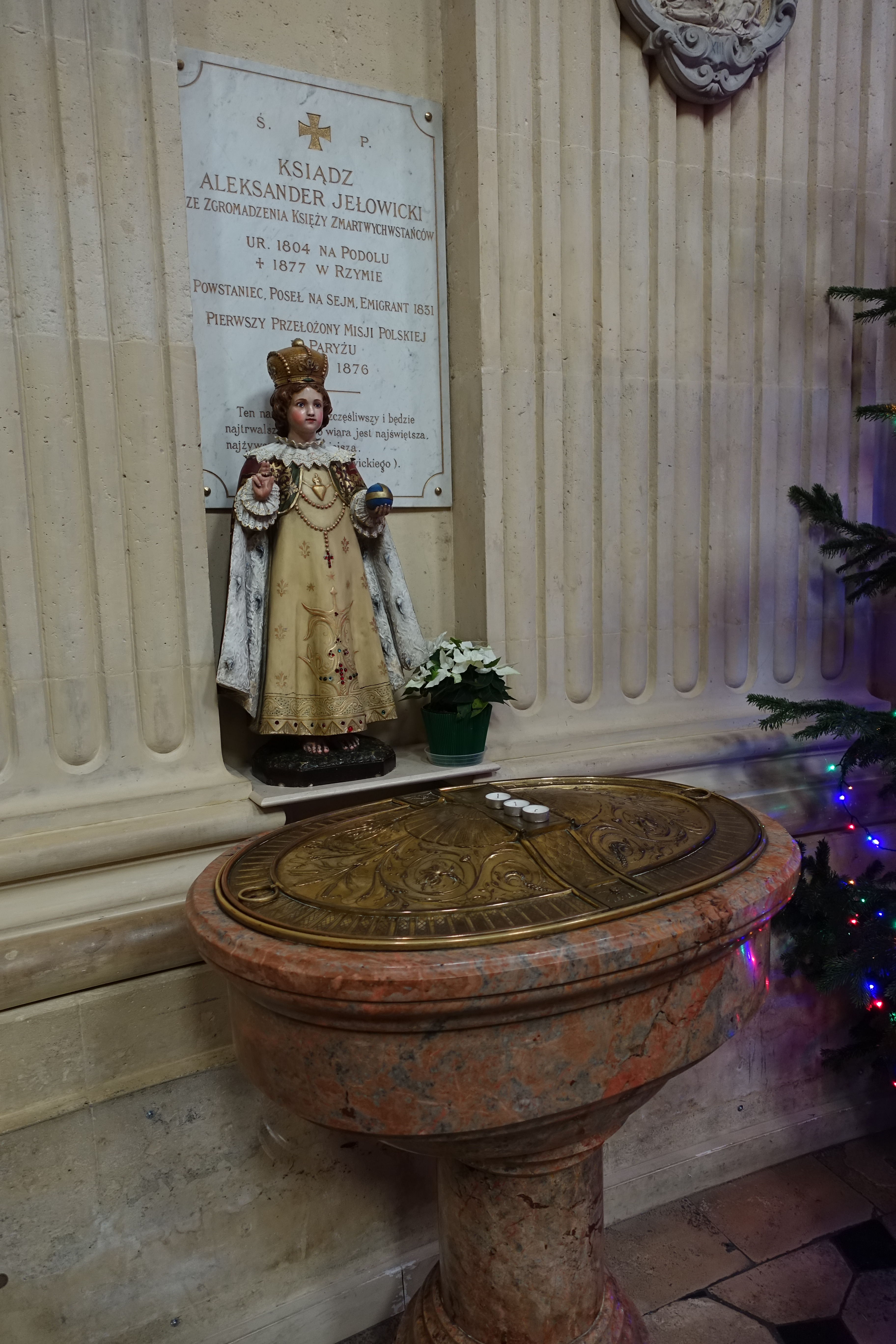
Fonts baptismaux avec une statue de l'Enfant Jésus de Prague.
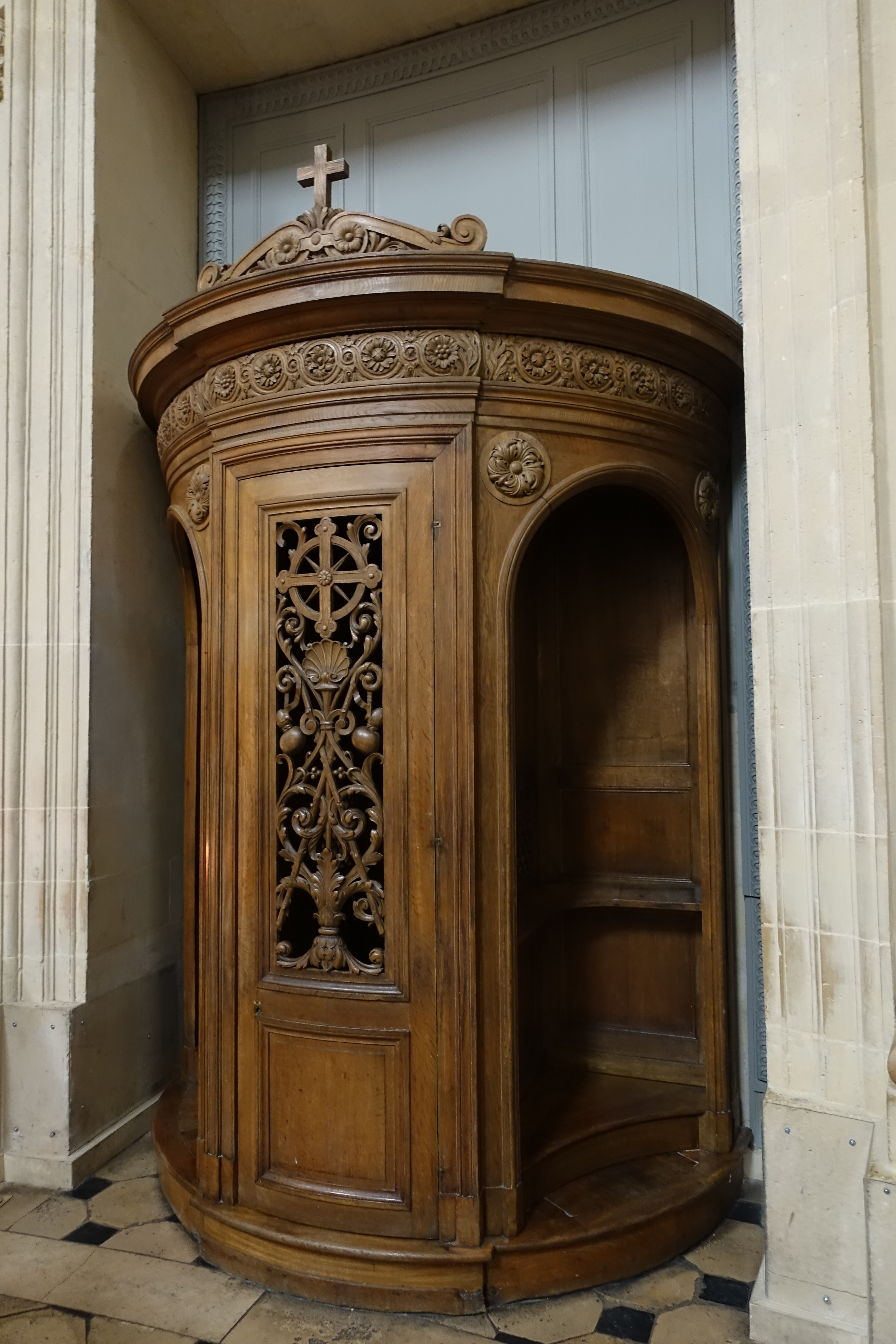
Confessionnal.
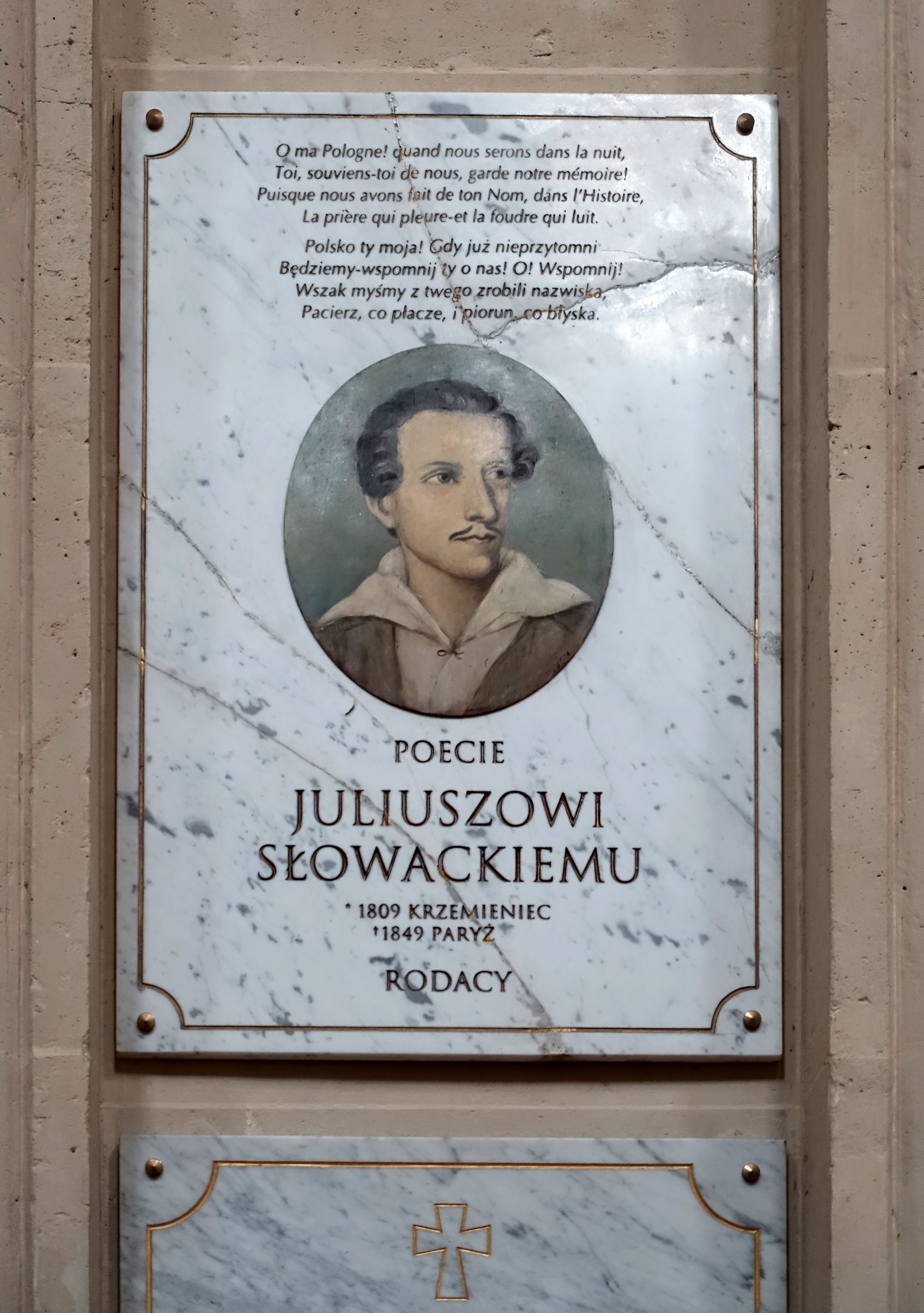
Plaque en mémoire de Juliusz Słowacki.
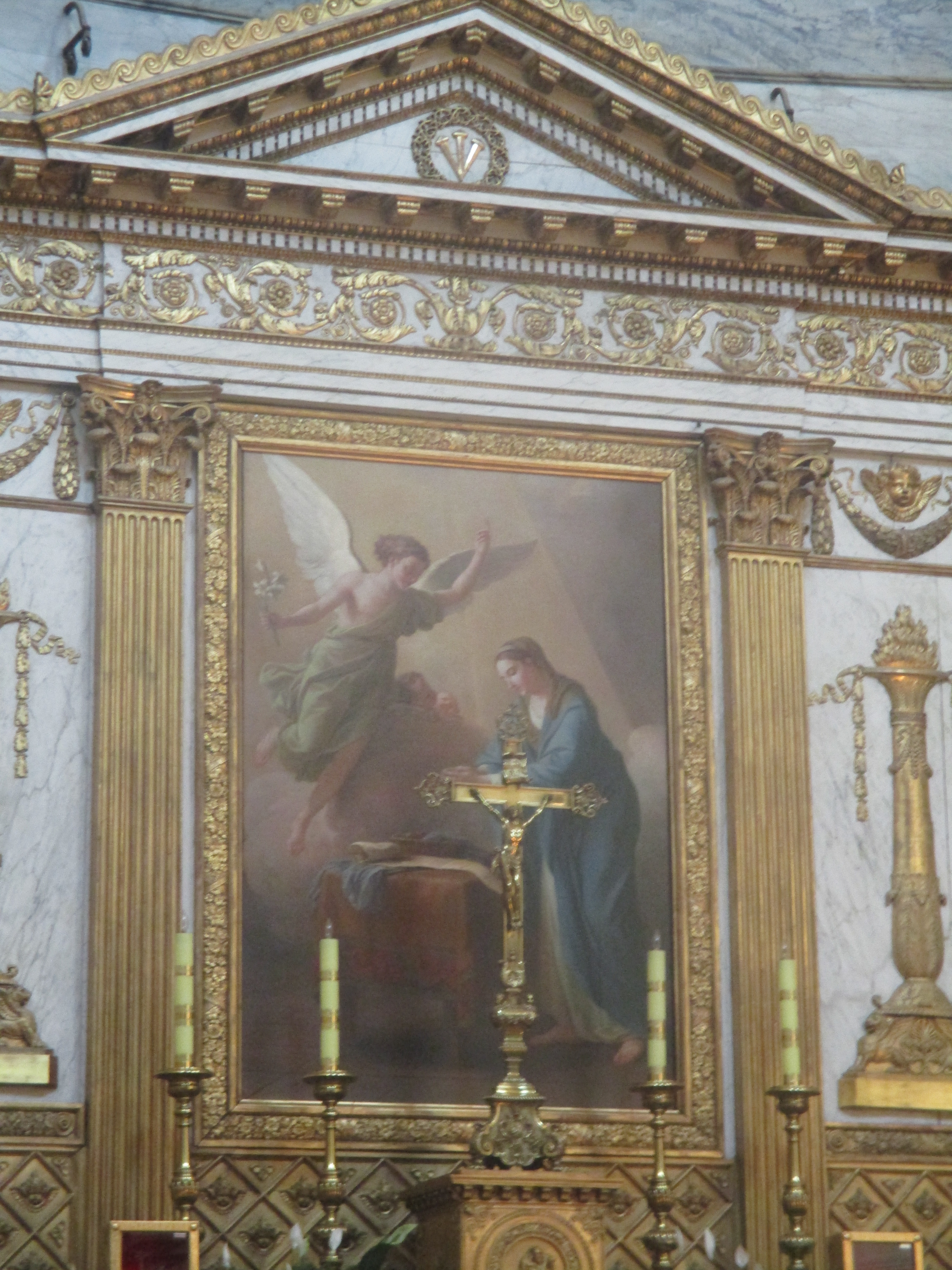
Tableau du maître-autel, L'Annonciation de Joseph-Marie Vien.
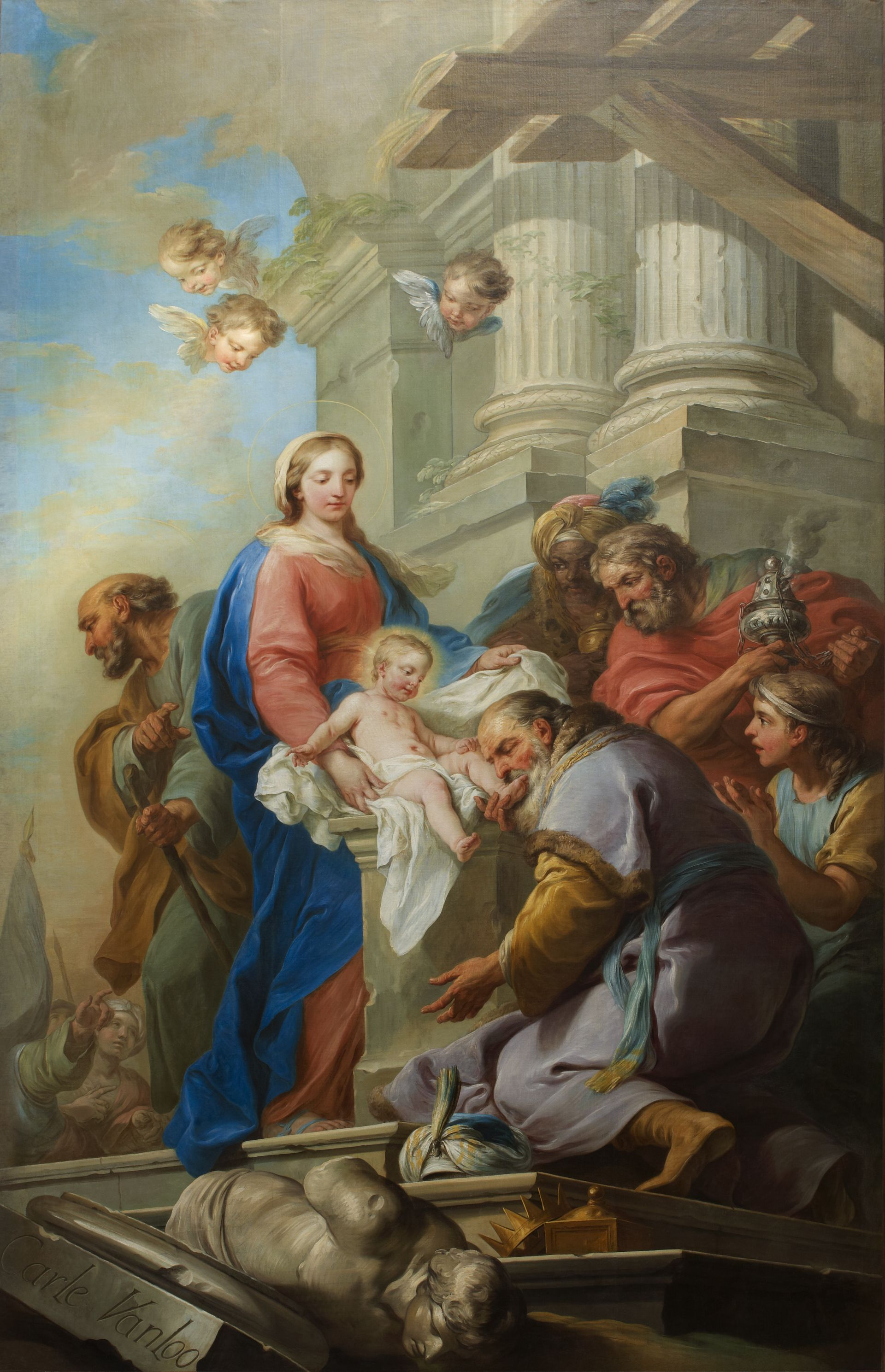
L'Adoration des Mages de Carle Van Loo.

## Le grand orgue Cavaillé-Coll

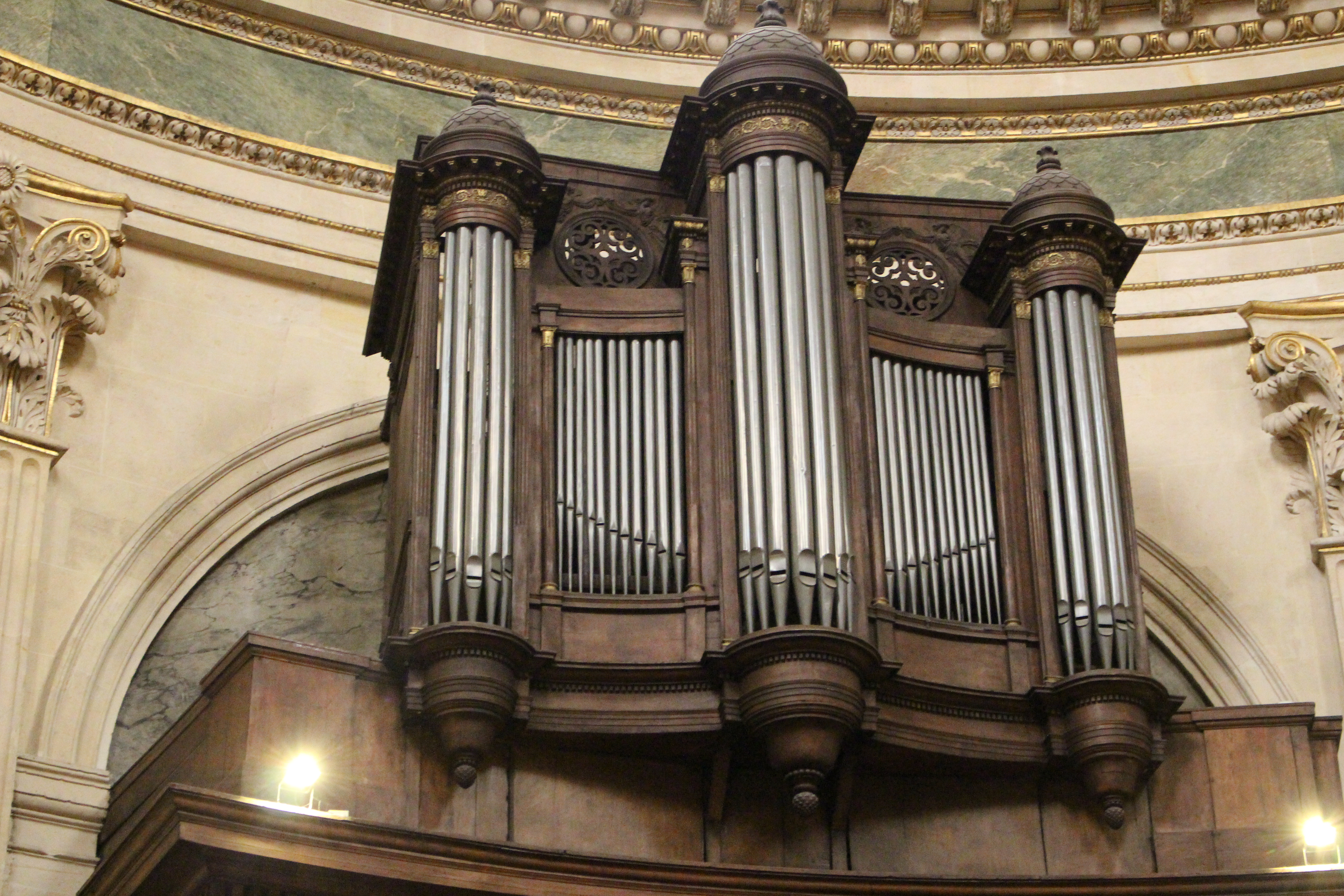
Buffet de l'orgue Cavaillé-Coll.

Orgue Aristide Cavaillé-Coll de la fin du XIXe siècle dans un buffet fin du XVIIIe siècle à transmissions électriques de 19 jeux, deux claviers de 56 notes et un pédalier de 30 notes. Restauration par Danion-Gonzalez (1970), Sebire & Glandaz (1981) et Dargassies (2017-18).

### Historique
La partie instrumentale de l'orgue de l'église Notre-Dame de l'Assomption est due au facteur d'orgues Aristide Cavaillé-Coll ; la date précise des travaux n'étant pas connue. On sait néanmoins que l'instrument portait le no 709, visible sur quelques tuyaux à l'intérieur de l'instrument ; cela situe la création de l'instrument dans la toute fin du XIXe siècle. Le buffet qui l'abrite est plus ancien : de facture classique française (fin du XVIIIe siècle ou tout début du XIXe siècle), sa qualité est indéniable.
L'orgue a subi d'importantes modifications en 1970 par l'atelier Danion-Gonzalez : électrification de l'instrument au niveau du tirage des notes et des jeux, remaniement de la composition de l'instrument et réharmonisation de l'ensemble. Lors d'un nouveau relevage en 1981 par Sebire & Glandaz, l'instrument est à nouveau harmonisé.
Depuis plusieurs années, cet orgue se trouve dans un état sanitaire précaire. Les importants travaux de restauration des décors intérieurs de l'église entrepris en 2013, ont fortement augmenté l'empoussièrement intérieur de l'orgue.

### Relevage du grand orgue
Les derniers travaux de l'orgue ont débuté en mai 2017 et se sont achevés en janvier 2018. Ils ont été effectués par l’atelier de facture d'orgues Bernard Dargassies[réf. nécessaire].

#### Description des travaux
Un programme de travaux répondant aux besoins de réparation de l'instrument et apportant des améliorations sur le plan sonore est réalisé :
- démontage partiel de la partie instrumentale : dépose des tuyaux intérieurs, désaccouplage de la mécanique des notes et des moteurs de jeux, dépose du sommier après tests, dépose de la turbine et des composants électriques vétustes ;
- transfert en atelier des matériels à restaurer : tuyauterie de métal, sommier, machines de notes ;
- restauration en atelier du sommier, réencollage de la grille, rétablissement des anti-secousses de Cavaillé-Coll, si nécessaire ;
- remplacement de la turbine, adaptation des portevents existants ;
- vérification in situ de l'alimentation ;
- vérification des postages Westaflex, des pièces gravées, et réfection des moteurs de basses en façade ;
- nettoyage par lavage de la tuyauterie, vérification générale, passage au mandrin pour restauration des tuyaux abimés ;
- remontage sur site de l'ensemble et essais ;
- reprise générale et amélioration de l'harmonie ;
- accord général ;
- nettoyage du buffet par aspiration, y compris garde-corps et corniches du tambour sous la façade.

### Composition de l'instrument
| Grand Orgue         | Récit Expressif | Pédale        | Accouplements         |
| ------------------- | --------------- | ------------- | --------------------- |
| Bourdon 16'         | Cor de Nuit 8'  | Quintaton 32' | RE / GO 8'            |
| Montre 8'           | Flûte 4'        | Soubasse 16'  | RE / GO 16'           |
| Bourdon 8'          | Nasard 2' 2/3   | Basse 8'      | (Tirasse) RE / Pédale |
| Flûte Harmonique 8' | Flageolet 2'    | Flûte 4'      | (Tirasse) GO / Pédale |
| Prestant 4'         | Tierce 1' 3/5   |               |                       |
| Doublette 2'        | Trompette 8'    |               |                       |
| Plein Jeu IV rangs  | Clairon 4'      |               |                       |
| Cromorne 8'         | RE 16'          |               |                       |

## Événements
- Le cœur de François-Jean-Hyacinthe Feutrier, ancien curé de la Madeleine, puis évêque de Beauvais, pair de France et ministre des affaires ecclésiastiques, est déposé dans un autel de l'Assomption le 26 juin 1830[2].
- Le 22 mai 1834 y furent célébrées les funérailles du général Lafayette en présence de la Garde nationale, des membres du Parlement et du duc d'Orléans.
- Le 22 mai 1838 eut lieu l'inhumation provisoire (elle dura trois mois) de Talleyrand, dans le caveau de l'église, sa sépulture à Valençay n'étant pas terminée.
- Les obsèques de Stendhal ont eu lieu dans cette église en mars 1842.
- Cette église fut fréquentée par le poète Adam Mickiewicz.
- À son arrivée à Paris, le musicien polonais Frédéric Chopin se rendait aussi dans cette église.

### Articles liés
- Diaspora polonaise en France
- Quartier de la Place-Vendôme
- Liste des monuments historiques du 1er arrondissement de Paris
- Liste des édifices religieux de Paris
- Archidiocèse de Paris